# Liste des joueurs les plus assidus en NBA en carrière
Cette page présente la liste des joueurs ayant joué le plus de minutes en NBA en carrière en saison régulière.

## Classement

### Joueurs les plus prolifiques
| ^ | Joueur en activité en NBA                                       |
| * | Joueur intronisé au Basketball Hall of Fame                     |
| ° | Joueur ne répondant pas aux critères du Basketball Hall of Fame |

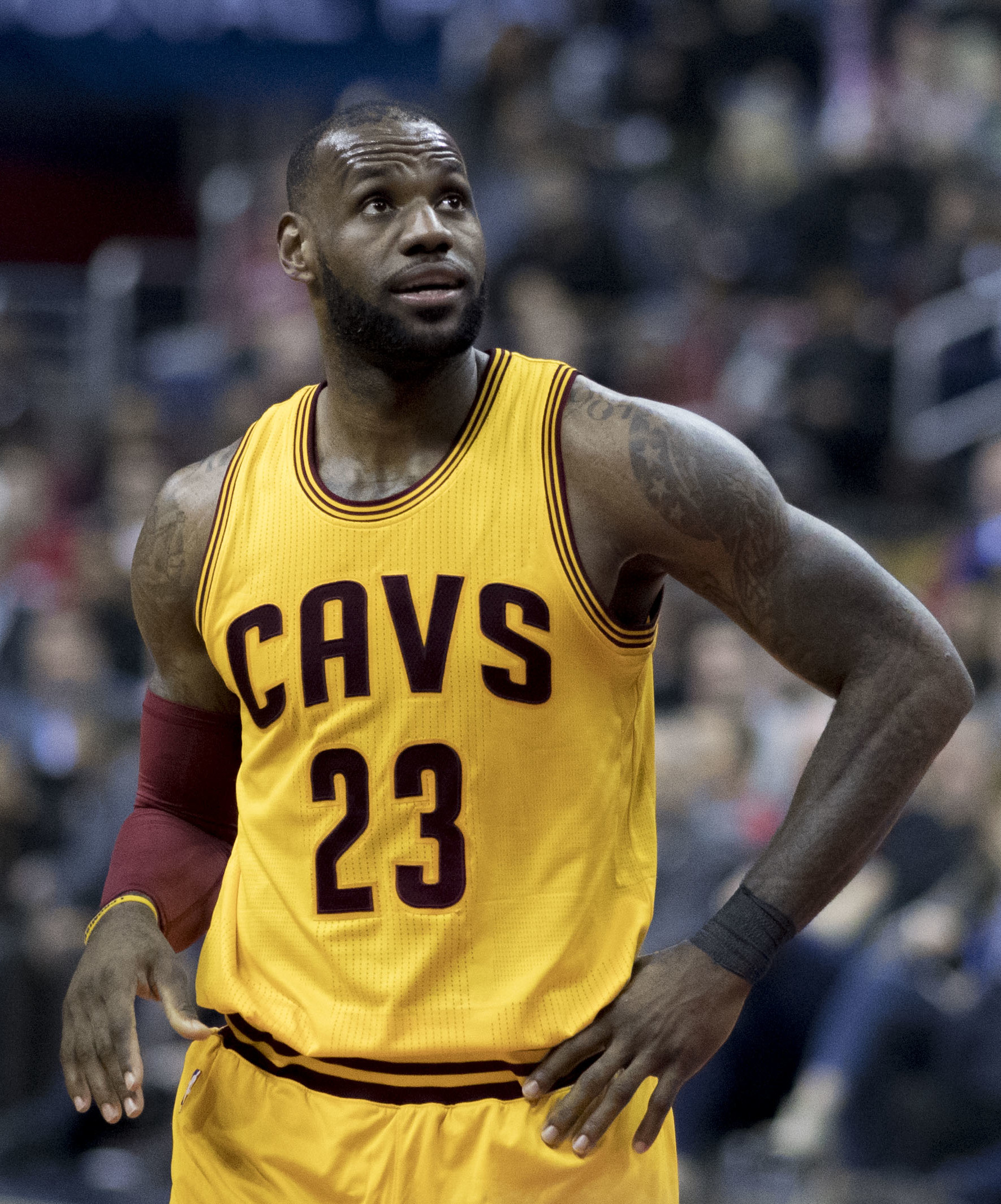
LeBron James (1e)

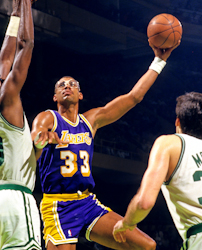
Kareem Abdul-Jabbar (2e)

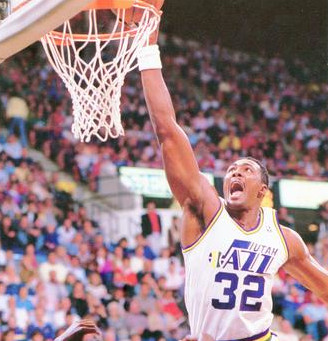
Karl Malone (3e)

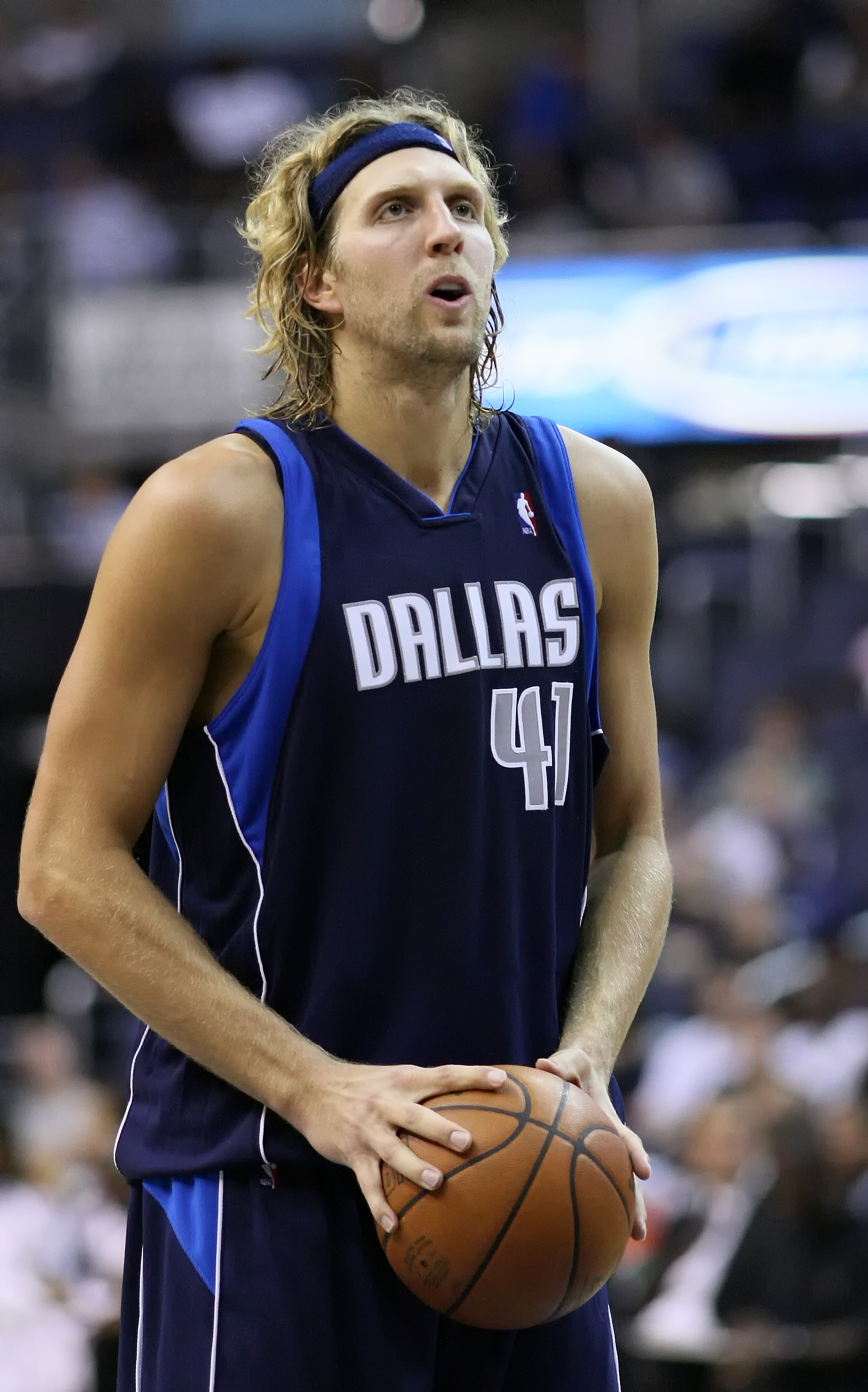
Dirk Nowitzki (4e)

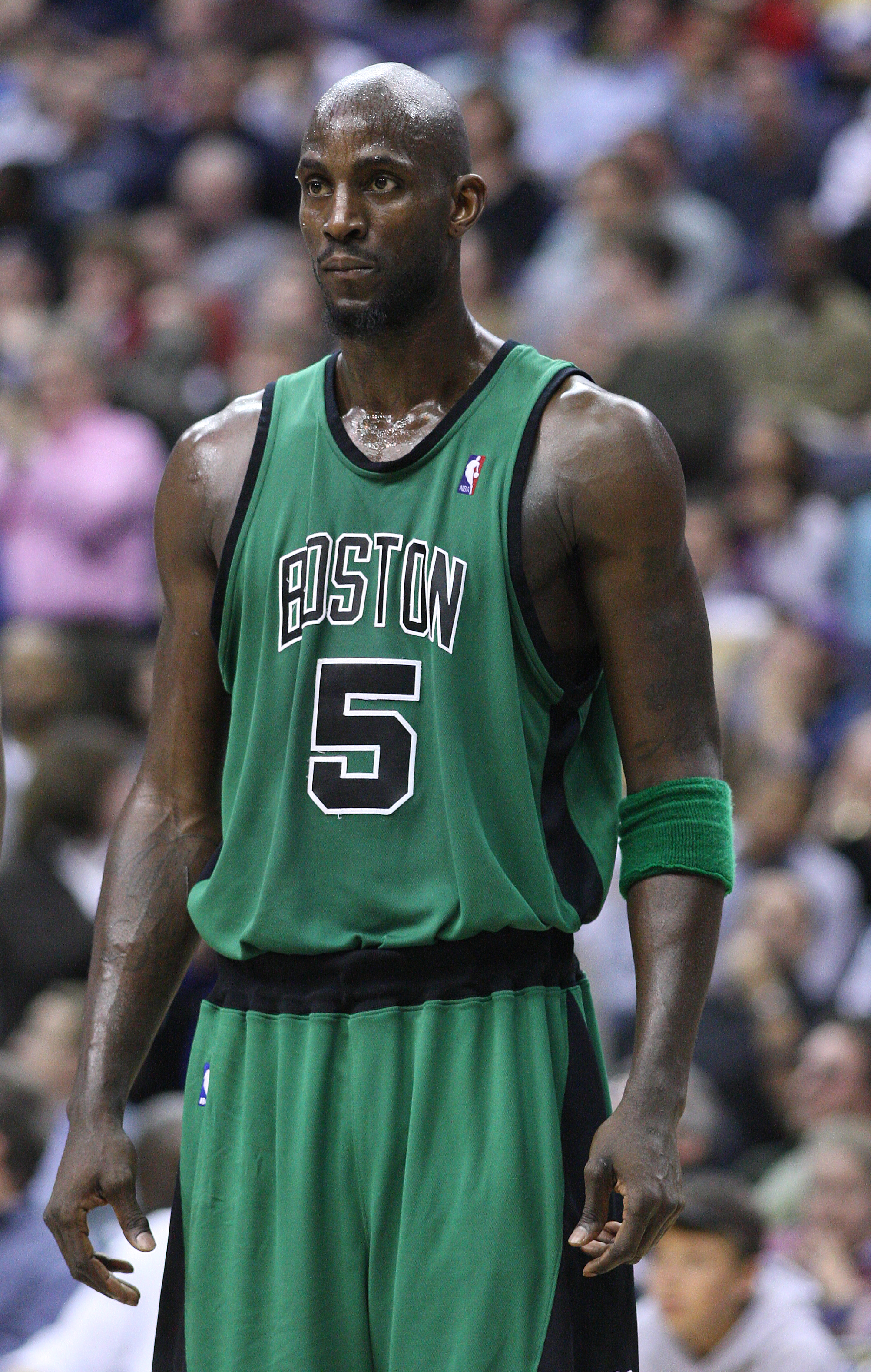
Kevin Garnett (5e)

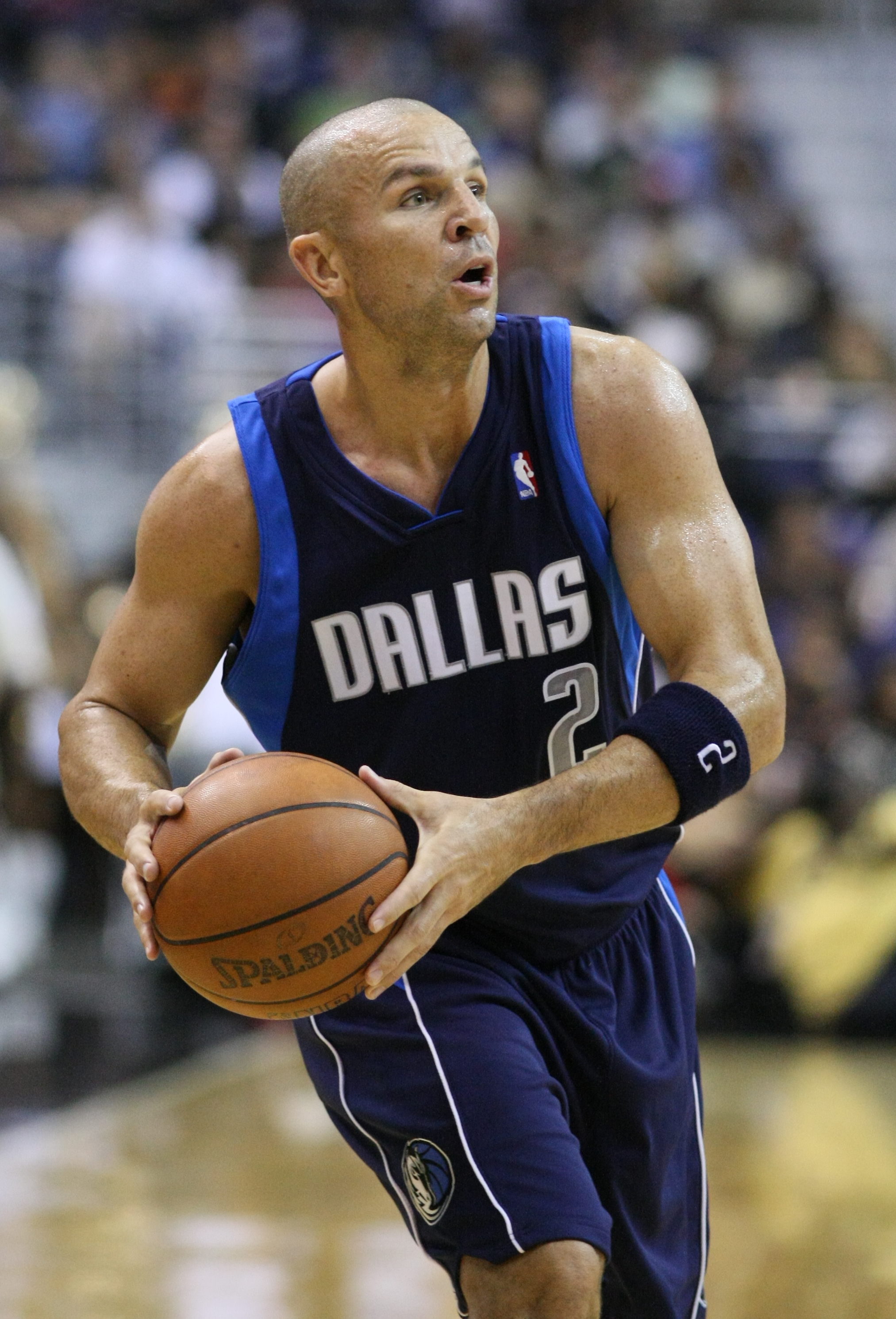
Jason Kidd (6e)

- Mise à l'issue de la fin de la saison 2024-2025.

| Rang | Nom                 | Total de Minutes | Matchs disputés | Moyenne en carrière | C |
| ---- | ------------------- | ---------------- | --------------- | ------------------- | - |
| 1    | LeBron James        | 59 043           | 1 562           | 37,80               | ^ |
| 2    | Kareem Abdul-Jabbar | 57 446           | 1 560           | 36,82               | * |
| 3    | Karl Malone         | 54 852           | 1 476           | 37,16               | * |
| 4    | Dirk Nowitzki       | 51 368           | 1 522           | 33,75               | * |
| 5    | Kevin Garnett       | 50 418           | 1 462           | 34,49               | * |
| 6    | Jason Kidd          | 50 111           | 1 391           | 36,03               | * |
| 7    | Elvin Hayes         | 50 000           | 1 303           | 38,37               | * |
| 8    | Kobe Bryant         | 48 637           | 1 346           | 36,13               | * |
| 9    | Wilt Chamberlain    | 47 859           | 1 045           | 45,80               | * |
| 10   | John Stockton       | 47 764           | 1 504           | 31,76               | * |
| 11   | Reggie Miller       | 47 619           | 1 389           | 34,28               | * |
| 12   | Tim Duncan          | 47 368           | 1 392           | 34,03               | * |
| 13   | Gary Payton         | 47 117           | 1 335           | 35,29               | * |
| 14   | John Havlicek       | 46 719           | 1 270           | 36,59               | * |
| 15   | Vince Carter        | 46 367           | 1 541           | 30,09               | ° |
| 16   | Ray Allen           | 46 344           | 1 300           | 35,65               | * |
| 17   | Paul Pierce         | 45 880           | 1 343           | 34,16               | * |
| 18   | Robert Parish       | 45 704           | 1 611           | 28,37               | * |
| 19   | Chris Paul          | 45 607           | 1 354           | 33,68               | ^ |
| 20   | Moses Malone        | 45 071           | 1 329           | 33,91               | * |
| 21   | Joe Johnson         | 44 236           | 1 277           | 34,64               | ° |
| 22   | Hakeem Olajuwon     | 44 222           | 1 238           | 35,72               | * |
| 23   | Oscar Robertson     | 43 886           | 1 040           | 42,20               | * |
| 24   | Carmelo Anthony     | 43 514           | 1 260           | 34,53               | ° |
| 25   | Clifford Robinson   | 42 561           | 1 380           | 30,84               |   |
| 26   | Buck Williams       | 42 464           | 1 307           | 32,49               |   |
| 27   | Jason Terry         | 42 034           | 1 410           | 29,81               | ° |
| 28   | Shaquille O'Neal    | 41 918           | 1 207           | 34,73               | * |
| 29   | Kevin Durant        | 41 235           | 1 123           | 36,72               | ^ |
| 30   | DeMar DeRozan       | 41 228           | 1 187           | 34,73               | ^ |
| 31   | Russell Westbrook   | 41 171           | 1 237           | 33,28               | ^ |
| 32   | Scottie Pippen      | 41 069           | 1 178           | 34,86               | * |
| 33   | Michael Jordan      | 41 011           | 1 072           | 38,26               | * |
| 34   | Pau Gasol           | 41 001           | 1 226           | 33,44               | * |
| 35   | Bill Russell        | 40 726           | 963             | 42,29               | * |
| 36   | Patrick Ewing       | 40 594           | 1 183           | 34,31               | * |
| 37   | Charles Oakley      | 40 280           | 1 282           | 31,42               |   |
| 38   | Andre Miller        | 40 268           | 1 304           | 30,88               | ° |
| 39   | Shawn Marion        | 40 102           | 1 163           | 34,48               | ° |
| 40   | James Harden        | 40 011           | 1 151           | 34,76               | ^ |
| 41   | Otis Thorpe         | 39 822           | 1 257           | 31,68               |   |
| 42   | Hal Greer           | 39 788           | 1 122           | 35,46               | * |
| 43   | Andre Iguodala      | 39 504           | 1 231           | 32,10               | ° |
| 44   | Dwight Howard       | 39 454           | 1 242           | 31,77               | ° |
| 45   | Charles Barkley     | 39 330           | 1 073           | 36,65               | * |
| 46   | Mark Jackson        | 39 121           | 1 296           | 30,19               |   |
| 47   | Jamal Crawford      | 38 994           | 1 327           | 29,38               | ° |
| 48   | Walt Bellamy        | 38 940           | 1 043           | 37,33               | * |
| 49   | Horace Grant        | 38 621           | 1 165           | 33,15               |   |
| 50   | Kevin Willis        | 38 262           | 1 424           | 26,94               |   |

### Record des minutes jouées sur un match de saison régulière
Voici les joueurs ayant joués le plus grand nombre de minutes, dans un match de saison régulière en NBA. Le record est détenu par Dale Ellis, avec 69 minutes jouées, le 9 novembre 1989 contre les Bucks de Milwaukee.
| Nombre | Joueur          | Équipe                   | Date             | Adversaire             |
| ------ | --------------- | ------------------------ | ---------------- | ---------------------- |
| 69     | Dale Ellis      | SuperSonics de Seattle   | 9 novembre 1989  | Bucks de Milwaukee     |
| 68     | Xavier McDaniel | SuperSonics de Seattle   | 9 novembre 1989  | Bucks de Milwaukee     |
| 64     | Norm Nixon      | Lakers de Los Angeles    | 29 janvier 1980  | Cavaliers de Cleveland |
| 64     | Sleepy Floyd    | Warriors de Golden State | 1er février 1987 | Nets du New Jersey     |
| 63     | 15 joueurs      | -                        | -                | -                      |